# Preludes (Matthews)
Preludes is een compositie van de Britse componist Colin Matthews. Deze preludes betreffende een bewerking van de preludes van Claude Debussy.

## Geschiedenis
Matthews heeft een reputatie op te houden voor het bewerking van andermans muziek. Zijn eerste bijdrage in dat genre bestond aan het gereedmaken voor uitvoering van Gustav Mahlers tiende symfonie. Daarna volgden nog Pluto, een slotdeel van Gustav Holsts The Planets, deze preludes, Benjamin Brittens klarinetconcert en een orkestratie van Nicht zu schnell, wederom van Mahler. Die laatste was bedoeld voor het Koninklijk Concertgebouworkest van Mariss Jansons.
Debussy schreef eerder over kunstwerken, dat het zeer moeilijk te achterhalen is, waarom het nou een kunstwerk is geworden. Dit gold ook voor zijn preludes voor piano, dat een van zijn populairste werken werd. Matthews is enige tijd huiscomponist geweest van het Hallé Orchestra en in die hoedanigheid ontving hij in 2001 een opdracht voor het opleveren van een werk voor symfonieorkest. Dit mondde uiteindelijk uit in de orkestratie van de preludes van Debussy. Een pure orkestratie in de zin van Maurice Ravels Schilderijen van een tentoonstelling is het niet geworden. Matthews heeft de 24 preludes ingekort, verlengd en een andere volgorde gegeven, zelfs de indeling in “boeken” door Debussy moest er aan geloven. Matthews verzorgde tevens nog een passend slot voor zijn werk. Delen van het werk werden al tijdens het seizoen 2002-2003 gespeeld, maar het geheel was pas klaar in mei 2007. Delen van de in totaal 24 deeltjes bestaande compositie werden gereed gemaakt voor het ballet Sensorium, dat haar eerste uitvoeringen beleefde in mei 2009 door het Royal Ballet in het Royal Opera House te Londen.

## Muziek
De 24 preludes werden opnieuw gerangschikt, maar uiteindelijk blijkt dat de volgorde er niet toe doet. Het lijkt er op dat Debussy zelf er rekening mee heeft gehouden, dat de volgorde kon wijzigen. Een preludes, normaal voorspel tot een ander werk, lijken in dit werk meer op een prelude voor de volgende in de reeks.

### Boeken van Matthews
De indeling van Matthews ziet er als volgt uit:
| Volgorde Matthews | Franstalige titel                                  | Uitleg                                                                                      | Volgorde Debussy | tijdsduur |
| ----------------- | -------------------------------------------------- | ------------------------------------------------------------------------------------------- | ---------------- | --------- |
| 1.01              | Brouillards                                        | Mist                                                                                        | 2.01             | 4:03      |
| 1.02              | Ce qu’a vu le vent l’Ouest                         | Wat de westenwind zag                                                                       | 1.07             | 3:10      |
| 1.03              | Minstrels                                          | Minstrelen                                                                                  | 1.12             | 2:39      |
| 1.04              | Canope                                             | Ode aan een Egyptische urn                                                                  | 2.10             | 2:57      |
| 1.05              | Les sons et les parfums tournent dans l’air du sol | De geluiden en geuren dansen in de avondlucht                                               | 1.04             | 3:53      |
| 1.06              | La Puerta del Vino                                 | een habanera gebaseerd op een kerstkaart van Alhambra                                       | 2.03             | 3:38      |
| 1.07              | Général Lavine –excentric                          | gebaseerd op een cakewalk van Ernest Lavine                                                 | 2.06             | 3:15      |
| 1.08              | Feuilles mortes                                    | dode bladeren; gebaseerd op een gedicht van Gabriel Mourey                                  | 2.02             | 3:36      |
| 1.09              | Les tierces alternées                              | veranderende tertsen                                                                        | 2.11             | 3:12      |
| 1.10              | La dance de Puck                                   | dans van Puck en Oberon                                                                     | 1.11             | 3:03      |
| 1.11              | Le vent dans la plaine                             | de wind op de vlakte                                                                        | 1.03             | 2:55      |
| 1.12              | La fille aux cheveux de lin                        | Meisje met vlasachtig haar                                                                  | 1.08             | 5:00      |
| 2.01              | Danseuses de Delphes                               | Danseressen van Delphi                                                                      | 1.01             | 2:56      |
| 2.02              | Le sérénade interrompe                             | Onderbroken serenade                                                                        | 1.09             | 2:43      |
| 2.03              | Des pas sur la neige                               | stappen in de sneeuw                                                                        | 1.06             | 4:22      |
| 2.04              | Les fées sont d’exquises danseuses                 | de feeën zijn uitstekende dansers                                                           | 2.04             | 3:45      |
| 2.05              | Voiles                                             | zeil of sluier                                                                              | 1.02             | 4:18      |
| 2.06              | Hommage a S. Pickwick, Esq. P.P.M.P.C.             | referentie naar Charles Dickens-personage                                                   | 1.09             | 2:41      |
| 2.07              | La terasse des audiences du clair de lune          | Het terras voor het publiek kijkend naar de maneschijn                                      | 2.07             | 4:28      |
| 2.08              | Bruyères                                           | heide / heidevlakte                                                                         | 2.05             | 3:20      |
| 2.09              | Ondine                                             | waternimf                                                                                   | 2.08             | 3:29      |
| 2.10              | Les collins d’Anacapri                             | de heuvels van Anacapri                                                                     | 1.05             | 3:40      |
| 2.11              | Feux d’artifice                                    | vuurwerk                                                                                    | 2.12             | 5:00      |
| 2.12              | La cathédrale engloutie                            | De verzwolgen kathedraal (van Ys)                                                           | 1.10             | 8:28      |
| 2.13              | Postlude: Monsieur Croche                          | nawoord van Matthews; Monsieur Croche is de pseudoniem, die Debussy hanteerde als resencent | 0                | 3:46      |

De muziek van Debussy wordt omschreven als impressionistisch. Datzelfde geldt in wezen voor deze bewerking. De enige opname van Matthews Preludes, die commercieel verkrijgbaar is, is gekoppeld aan een opname van La Mer voor preludes 1.01-1.12 en Jeux voor preludes 2.01-2.12 van Debussy. De bewerking van Matthews kan omschreven worden als meer in de stijl van Debussy, dan Debussy ooit geschreven heeft. De instrumentatie is gedurende de vierentwintig deeltjes zeer dun en laten daarbij de pianopartituur als het ware in haar waarde. Toch klinkt er een symfonieorkest. Net zoals La Mer en Jeux van Debussy wordt alles ingetogen voorgeschreven dan wel gespeeld en het lijkt of sommige deeltjes een fragment zijn, weggerukt uit een compositie van de Fransman. De muziek is daarbij een mengeling van klassieke muziek, jazzy melodieën en lichte muziek. Alle werken zijn een orkestratie van een pianopartituur; de componist is benieuwd naar hoe de pianopartij eruit zal zien als een toekomstig pianist zijn orkestwerk weer terug zou zetten naar een werk voor piano; hij betwijfelde of die nog enigszins op het oorspronkelijke werk zou lijken. Een van zijn Matthews' volgende werken Alphabicycle Order kan gezien worden als logisch vervolg op zijn werk aan de preludes.

## Discografie
- Uitgave Hallé van het orkest: Hallé Orchestra o.l.v. Marc Elder, een opname van juli en augustus 2006